# Österreichisches Museum für Volkskunde

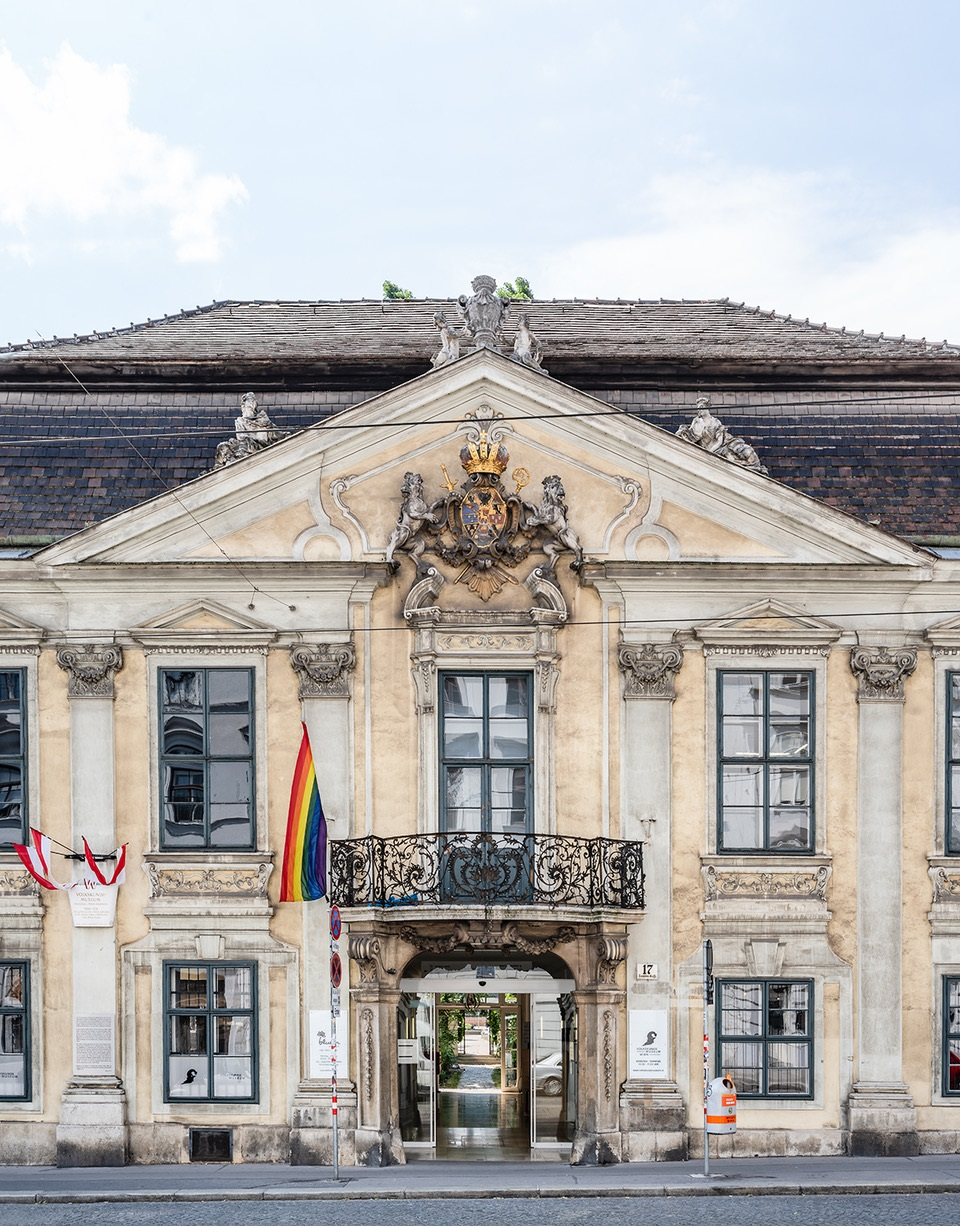
Volkskundemuseum Wien, Haupteingang

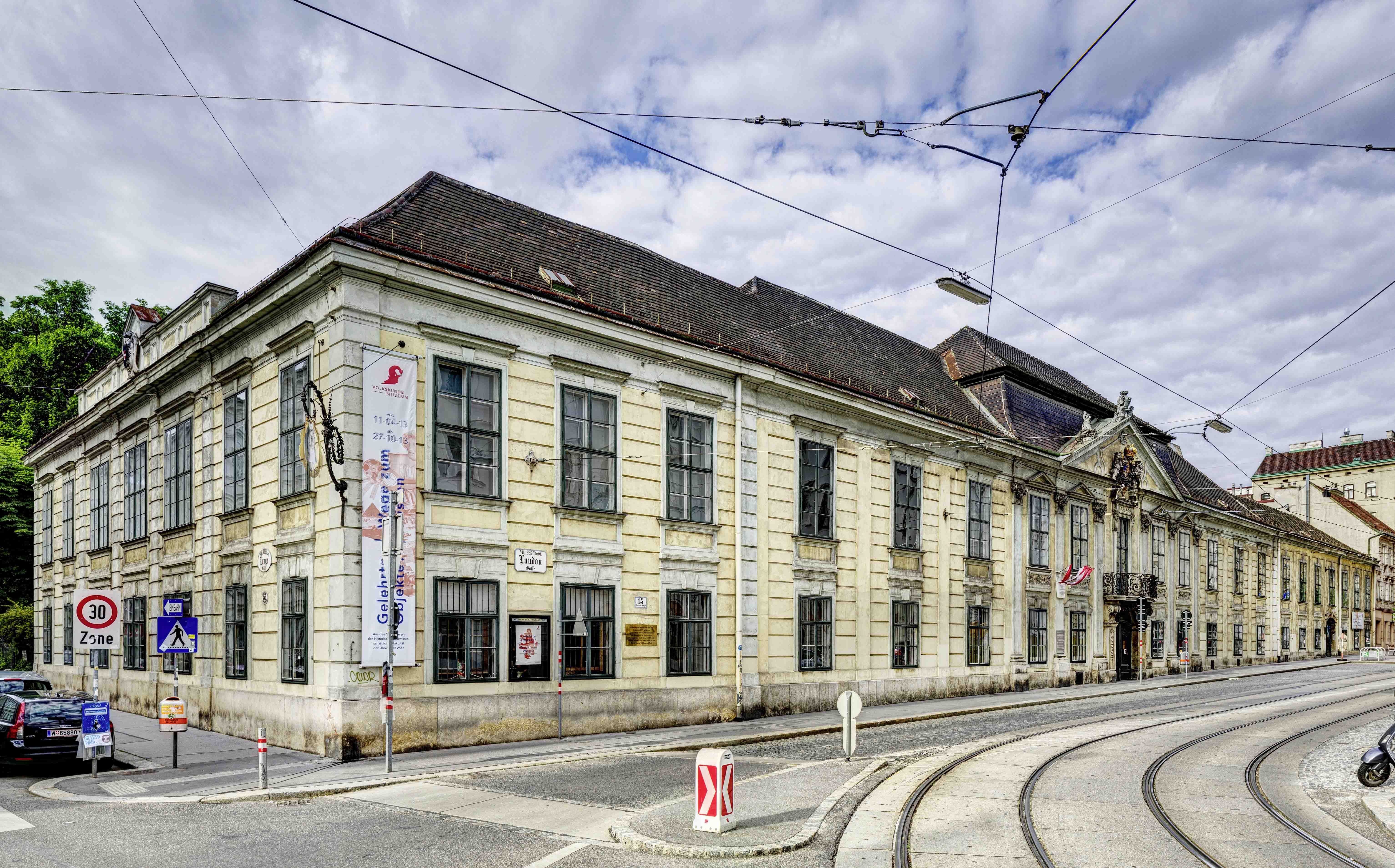
Volkskundemuseum Wien, Außenansicht

Das Österreichische Museum für Volkskunde (Volkskundemuseum Wien) ist das größte volkskundliche Museum Österreichs und befindet sich im Gartenpalais Schönborn (Laudongasse 15–19) in der Wiener Josefstadt.

## Geschichte

### K. u. K. Monarchie

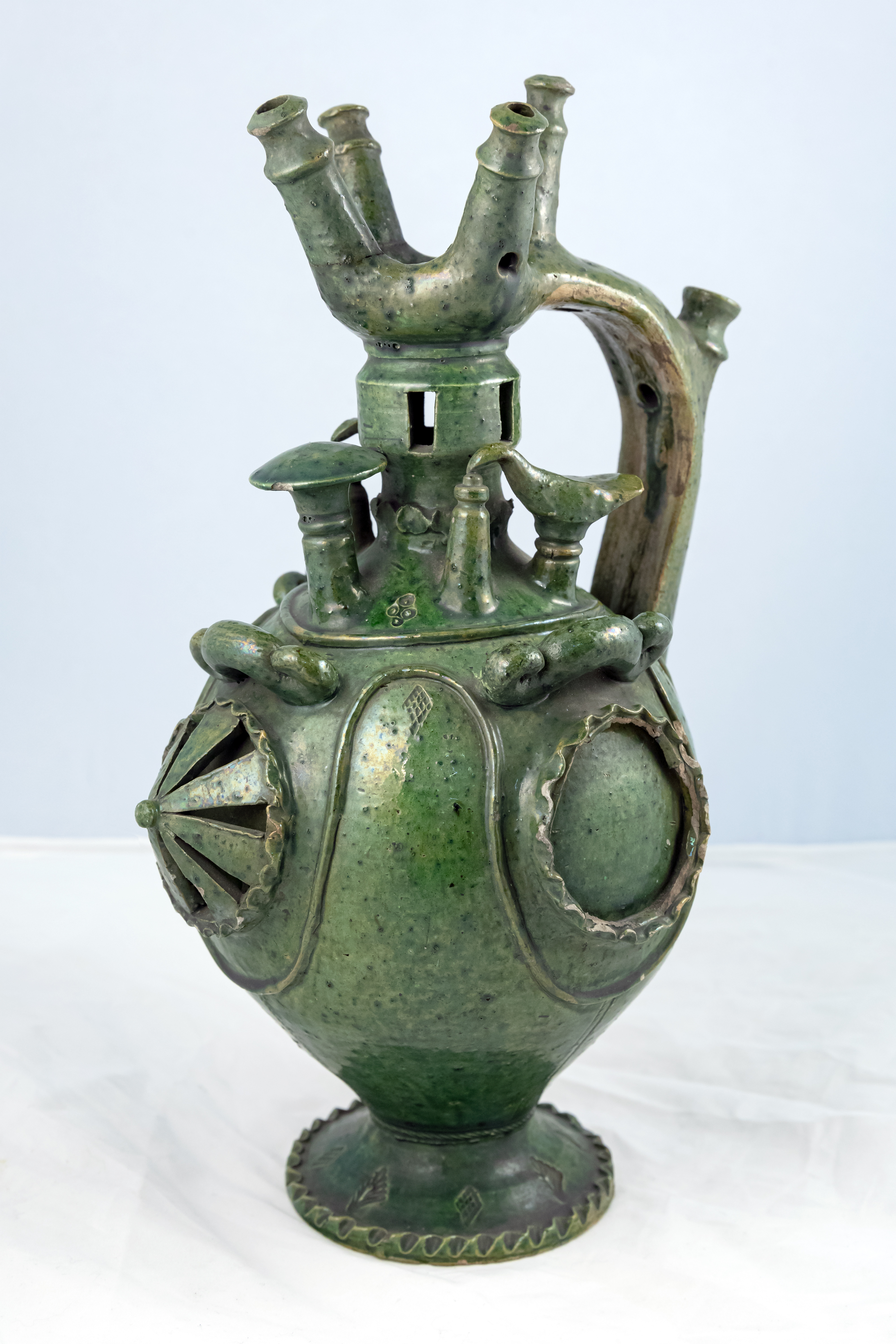
Vexierkrug, ein Geschenk der bosnischen Landesregierung im Jahr 1898

Das Museum wurde 1895 von Michael Haberlandt und Wilhelm Hein, beides Beamte an der Prähistorisch-Ethnograhischen Abteilung des k.k. naturhistorischen Hofmuseums (heute Naturhistorisches Museums Wien) und führende Mitglieder der Anthropologischen Gesellschaft in Wien, gegründet. Rechtsträger ist der von Haberlandt und Hein 1894 gegründete Verein für Volkskunde. Die Sammlungsbestände lagerten zunächst in Wohnungen und Magazinen, ehe das Museum 1898 seine erste Unterkunft im großen Saal der Wiener Börse fand. 1917 übersiedelte es in das barocke Gartenpalais Schönborn, die Eröffnung erfolgte 1920.
Die Sammlungen waren für das Gesamtgebiet der cisleithanischen Reichshälfte der österreichisch-ungarischen Monarchie gedacht, es sollten sämtliche Völker, die unter der österreichischen Krone vereint waren, repräsentiert werden. Im Einklang mit einer (vielvölker)-staatserhaltenden Leitlinie griff man auf weitere europäische Regionen aus und folgte der Richtung einer „vergleichenden“ Volkskunde.

### Erste Republik
In der Zwischenkriegszeit intensivierten sich die Wechselbeziehungen zwischen Museum und Stadt. Eine neue Generation von VolkskundlerInnen sah ihr Fach zunehmend als „politische“ Wissenschaft, die ein nationales, regionales und/oder völkisches Selbstverständnis fördern sollte. Deutsch-Österreich stand nun im Fokus der Sammlungs- und Ausstellungsarbeit.

### Austrofaschismus und Nationalsozialismus
Mit der Etablierung des austrofaschistischen „Ständestaates“ 1933/34 wurden Volkskultur und Volkskunst in den Dienst „ständestaatlicher“ Kulturpolitik gestellt. Volkskundliche AkteurInnen signalisierten ihren Willen an dieser Politik mitzuwirken und profitierten von den Zugriffsmöglichkeiten des Regimes. Das Volkskundemuseum erhielt vermehrt finanzielle Zuwendungen und wurde zur Anlauf- und Auskunftsstelle für kulturpolitische Interessen.
Der „Anschluss“ Österreichs an das Deutsche Reich bedeutete für das Museum eine weitere reibungslose Transformation gemäß den Wünschen und Vorgaben der neuen Machthaber. Der NSDAP-Anwärter Arthur Haberlandt positionierte das Museum für Volkskunde als „Haus des deutschen Volkstums im Südosten“ und wollte so die neue Stellung Wiens im Deutschen Reich für sich und sein Museum nutzen. Volkskunde wurde zum Zwecke einer ideologischen Festigung des „germanisch-deutschen Erbes“ instrumentalisiert. Die Verantwortlichen des Museums stellten sich für die Vorhaben des Regimes bereitwillig zur Verfügung, mit Aussicht auf besonders günstige Bedingungen für das Sammeln und Forschen. Vor allem in den ersten Jahren der NS-Herrschaft erhielt das Volkskundemuseum vermehrte Aufmerksamkeit und finanzielle Zuwendungen.
Nach 1945 folgte die Wiederaufstellung der Sammlungen und neue Ausrichtung auf die Zweite Republik, im Fokus stand nun wieder das Österreichische. Arthur Haberlandt arbeitete trotz seiner NSDAP-Mitgliedschaft zunächst weiter. Er beantragte bei den Behörden eine Titeländerung in „Österreichisches Museum für Volkskunde“ und wollte so sein Bekenntnis zu Österreich Ausdruck geben. Er wurde schließlich vom Dienst enthoben und musste per 20. Oktober 1945 die Leitung übergeben.

### Neuorientierung in der Zweiten Republik
Nach umfangreichen Baumaßnahmen am Museumsgebäude in den Jahren 1956 bis 1959 erfolgte unter dem Direktor Leopold Schmidt eine Neuorientierung und somit Konsolidierung des Museums.  Die durchgängige Gliederung nach Landschafts- und Sachgruppenräumen im Sinne einer regionalen Struktur diente der Formierung einer identitätsstiftenden österreichischen Volkskultur und der Begegnung mit vornehmlich österreichischer Volkskunst zum Zwecke der „Gesundung“ des österreichischen Volkes.
1972 wurde das Ethnographische Museum in Kittsee gegründet, mit einer Schausammlung zur Volkskunde Ost- und Südosteuropas. 2008 musste diese Außenstelle wegen mangelnder Finanzierung geschlossen werden.
Unter Klaus Beitl wurde die Dauerausstellung neu konzipiert und 1994 nach etwa zehnjährigen Erneuerungsarbeiten eröffnet. Die Ausstellungen integrieren wieder vermehrt die Sammlungen aus Europa, die ständige Schausammlung ist ebenfalls überregional ausgerichtet.
In der Ära Franz Grieshofer (Direktor von 1995 bis 2005) wurde die Ausstellungstätigkeit intensiviert, das Museum erfuhr eine fachliche Öffnung und internationale Ausrichtung. Bis zum Jahr 2001 wurde das Museum analog zu den Bundesmuseen im Kulturbericht des zuständigen Ministeriums geführt.

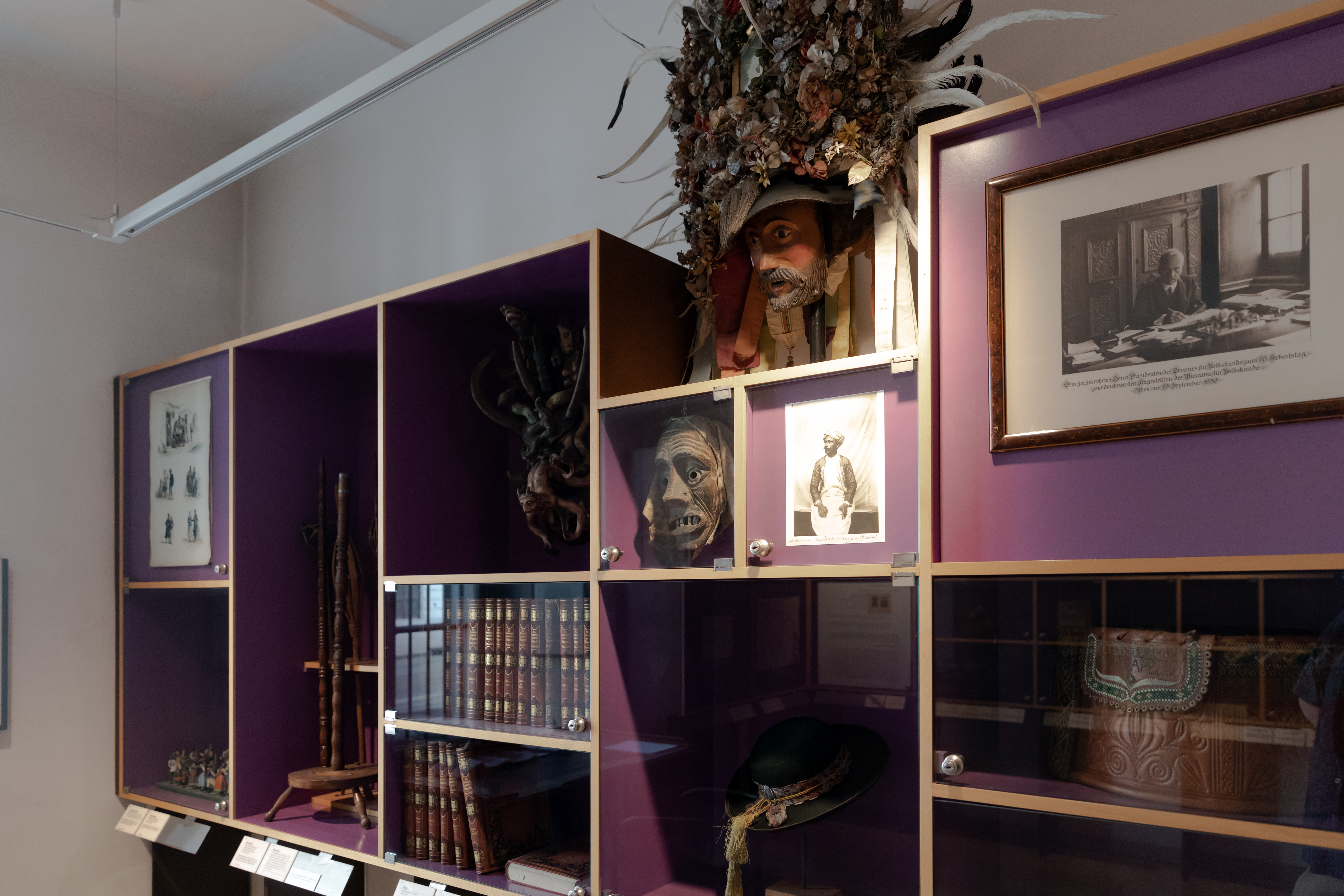
Schausammlung (2018)

Von 2006 bis 2012 leitete Margot Schindler das Museum. In diese Zeit fiel die Debatte um eine Fusion mit dem Wiener Völkerkundemuseum (heute Weltmuseum Wien), die von 2010 bis 2012 andauerte. Der Verein für Volkskunde entschied damals, aus diesem Projekt auszusteigen, da seitens des Kunsthistorischen Museums und des Bundesministeriums für Unterricht, Kunst und Kultur nicht die notwendigen Rahmenbedingungen für das Entstehen eines der größten Ethnologischen Museen Europas geschaffen wurden.
Seit 2013 leitet Matthias Beitl das Österreichische Museum für Volkskunde. Heute beschäftigt sich das Museum mit historischer Volkskunst und Volkskultur sowie deren aktuellen Erscheinungsformen, vorwiegend im europäischen Raum.

## Institutionelle Struktur
Das Museum wird seit seiner Gründung 1895 vom ein Jahr zuvor ins Leben gerufenen Verein für Volkskunde getragen. Der Verein gibt halbjährlich die Österreichische Zeitschrift für Volkskunde heraus und ist Mitglied beim Verband der wissenschaftlichen Gesellschaften Österreichs. Die Museumsaktivitäten und ein Großteil der Personalstellen werden über staatliche Gelder des österreichischen Bundeskanzleramts finanziert. 2021 wurde bekannt, dass die längst fällige Gebäudesanierung budgetiert ist. Vom Herbst 2024 bis Mitte 2027 soll das Gebäude saniert werden.

## Sammlung

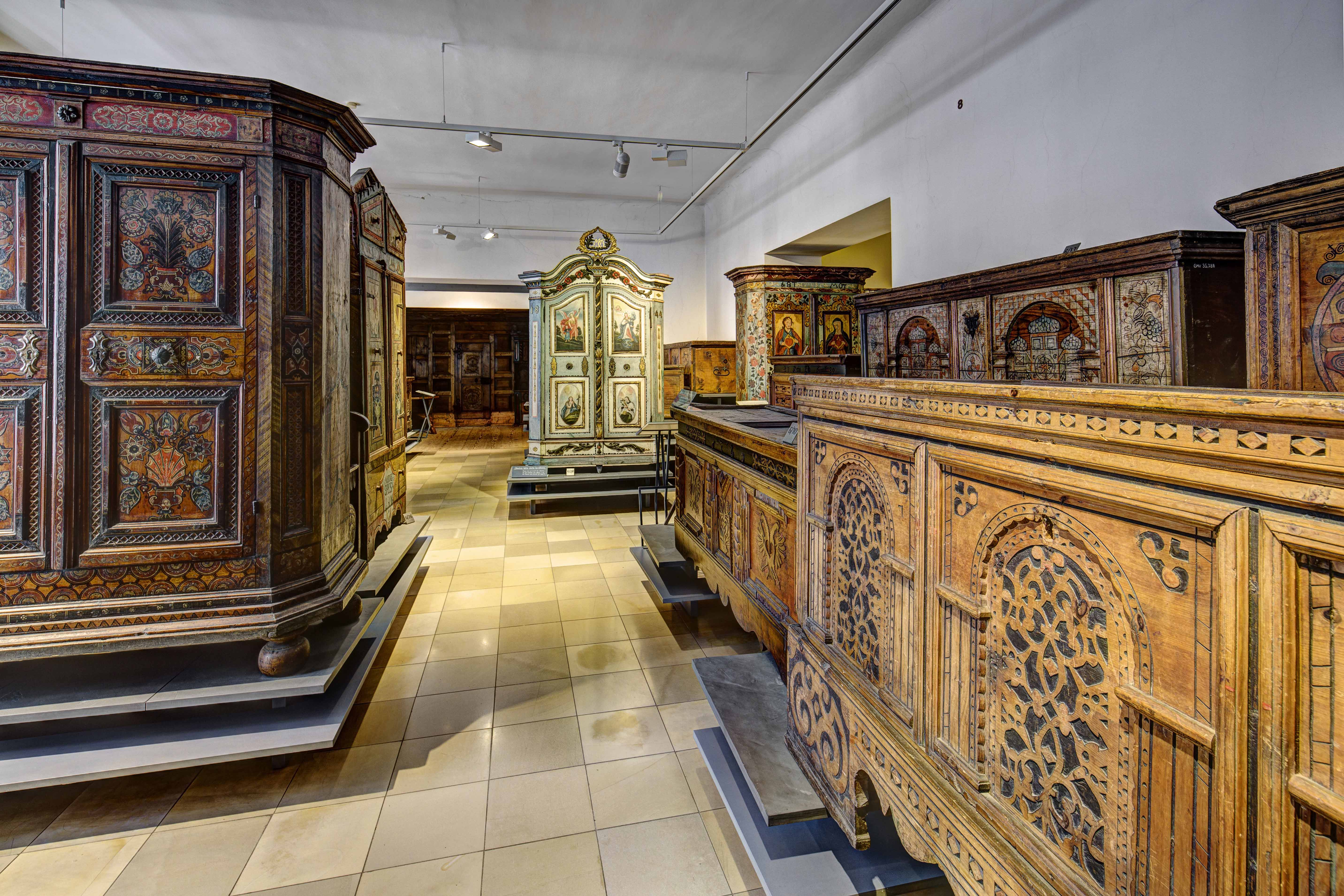
Schausammlung

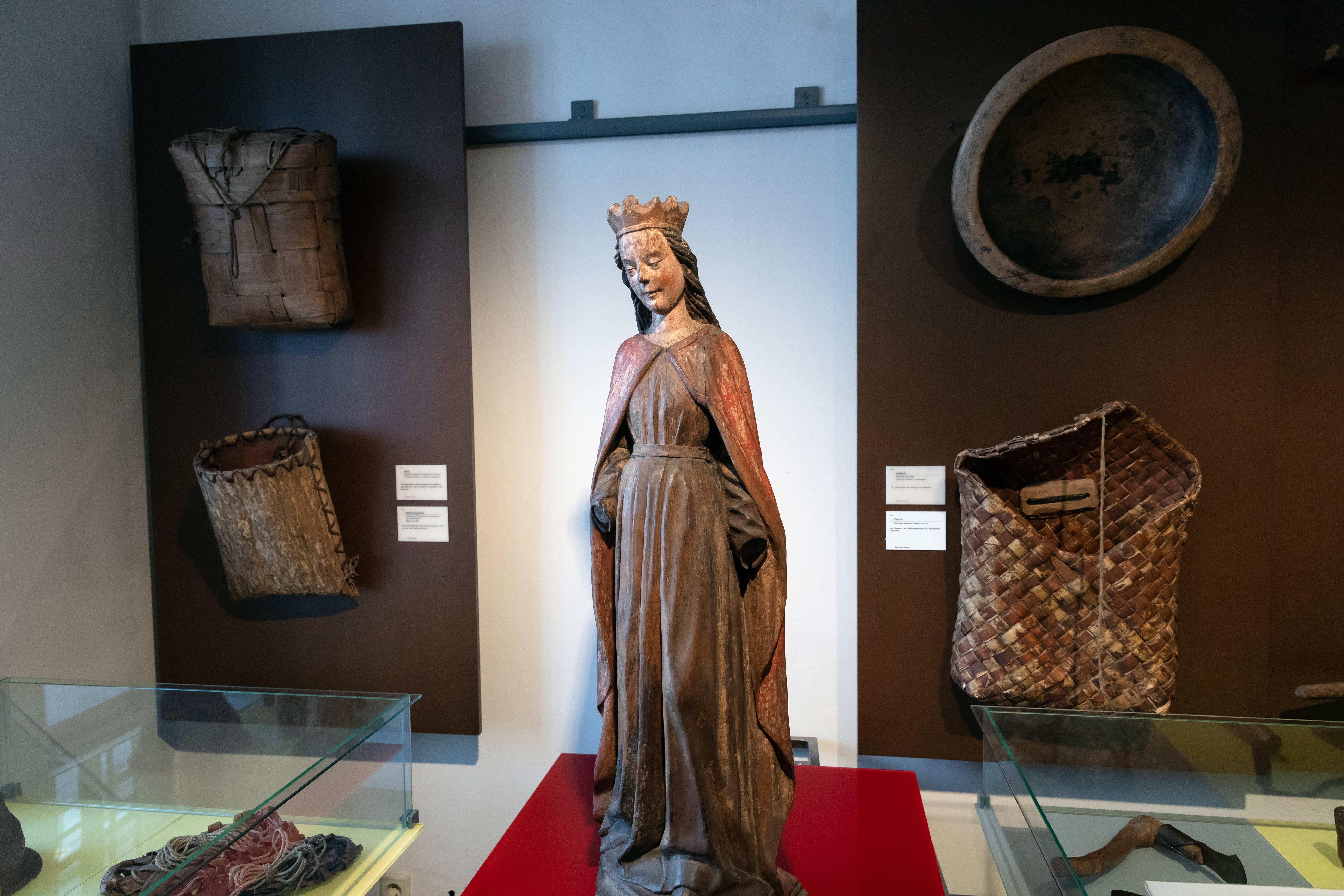
Madonna (um 1500)

Der Grundstock der Sammlungen stammt aus der Zeit der Habsburgermonarchie, zum Inventar gehören aber auch Objekte zahlreicher anderer europäischer Länder (z. B. Sammlung Eugenie Goldstern). Der Bestand umfasst heute über 150.000 dreidimensionale Objekte und mehr als 200.000 Fotografien und Grafiken.
Das Museum beherbergt eine umfangreiche Fachbibliothek für Volkskunde/Europäische Ethnologie und verwandten Fächern. Diese umfasst in etwa 100.000 Bände.
Im Museum wird eine ständige Schausammlung im Erdgeschoß präsentiert. Ebenfalls im Erdgeschoß im Eingangsbereich gibt es seit einiger Zeit das Format „In der Passage“ in der kleinere Ausstellungen mit eher skurrilen Objekten aus den Sammlungen in kleinen Vitrinen gezeigt werden (z. B. Glücksbringer, Ostereier, Schlüssel, Tassen, Liebesgaben etc.) Im ersten Stock finden die Sonderausstellungen und Veranstaltungen statt.

## Leitung
- 1895–1924: Michael Haberlandt
- 1924–1945: Arthur Haberlandt
- 1945–1960: Heinrich Jungwirth
- 1960–1977: Leopold Schmidt
- 1978–1994: Klaus Beitl
- 1995–2004: Franz Grieshofer
- 2005–2013: Margot Schindler
- Seit August 2013: Matthias Beitl

## Sonderausstellungen (Auswahl)
- 2001: Produkt: Muttertag. Zur rituellen Inszenierung eines Festtages.
- 2003: Messerscharf. Reflexionen über einen Alltagsgegenstand
- 2003: Körpergedächtnis. Unterwäsche einer sowjetischen Epoche.
- 2004: Ur-Ethnographie. Auf der Suche nach dem Elementaren in der Kultur. Die Sammlung Eugenie Goldstern.
- 2006: Papageno backstage. Perspektiven auf Vögel und Menschen
- 2007: museum inside out. Arbeit am Gedächtnis.
- 2008: Zeit Raum Beziehung. Menschen und Dinge im Konzentrationslager Dachau.
- 2010: Heilige in Europa – Kult und Politik
- 2011: Feste. Kämpfe. 100 Jahre Frauentag.
- 2012: Die Textilmustersammlung Emilie Flöge im Österreichischen Museum für Volkskunde.
- 2012: Mikrofotografisches Bibelstechen. Eine Ausstellung als Einblick und Kommentar.
- 2012: Weihnachten – Noch Fragen?
- 2013: Gelehrte Objekte? – Wege zum Wissen. Aus den Sammlungen der historisch-kulturwissenschaftlichen Fakultät der Universität Wien
- 2013: Hieb. Stich. Schuss – Waffen in der Sammlung des Volkskundemuseums
- 2014: Gestellt. Fotografie als Werkzeug in der Habsburgermonarchie.
- 2015: Freud's Dining Room. Möbel bewegen Erinnerung.
- 2015: Klimesch – Das Geschäft mit den Dingen. Der Nahversorger im Museum.
- 2015: Startfeld Bethlehem. Die barocke Jaufenthaler Krippe aus Tirol.
- 2016: Vertriebene und Verbliebene erzählen. Tschechoslowakei 1937–1948.
- 2016: Matthias tanzt. Salzburger Tresterer on stage; in Kooperation mit Thomas Hörl und Ulrike Kammerhofer-Aggermann.
- 2016: SchwarzÖsterreich. Die Kinder afroamerikanischer Besatzungssoldaten.
- 2017: Millionaires of Time … Roma in der Ostslowakei.
- 2017: heimat : machen. Das Volkskundemuseum in Wien zwischen Alltag und Politik.
- 2018: „Am Anfang war ich sehr verliebt…“ 40 Jahre Wiener Frauenhäuser.
- 2018: Das Herz so schwer wie Blei – Kunst und Widerstand im Ghetto Theresienstadt
- 2019: „Sie meinen es politisch!“ 100 Jahre Frauenwahlrecht in Österreich.
- 2019: Schulgespräche: Junge Muslim*innen in Wien
- 2019: Retopia – Sprechen über Sehnsuchtsbilder vom Land
- 2019: Da bin ich gerne dabei – 15 Jahre Freiwilligenarbeit im Volkskundemuseum Wien
- 2019: Auf die Schätze fertig los – Eine Reise um die Werte; in Kooperation mit Schloss Marchegg
- 2020: Those were the days – Die Zeit der Veranstaltungen
- 2021: Dust and Data – Artifical Intelligence im Museum
- 2021: Rasanter Stillstand – Impressionen unter Covid-19

## Objektfotos

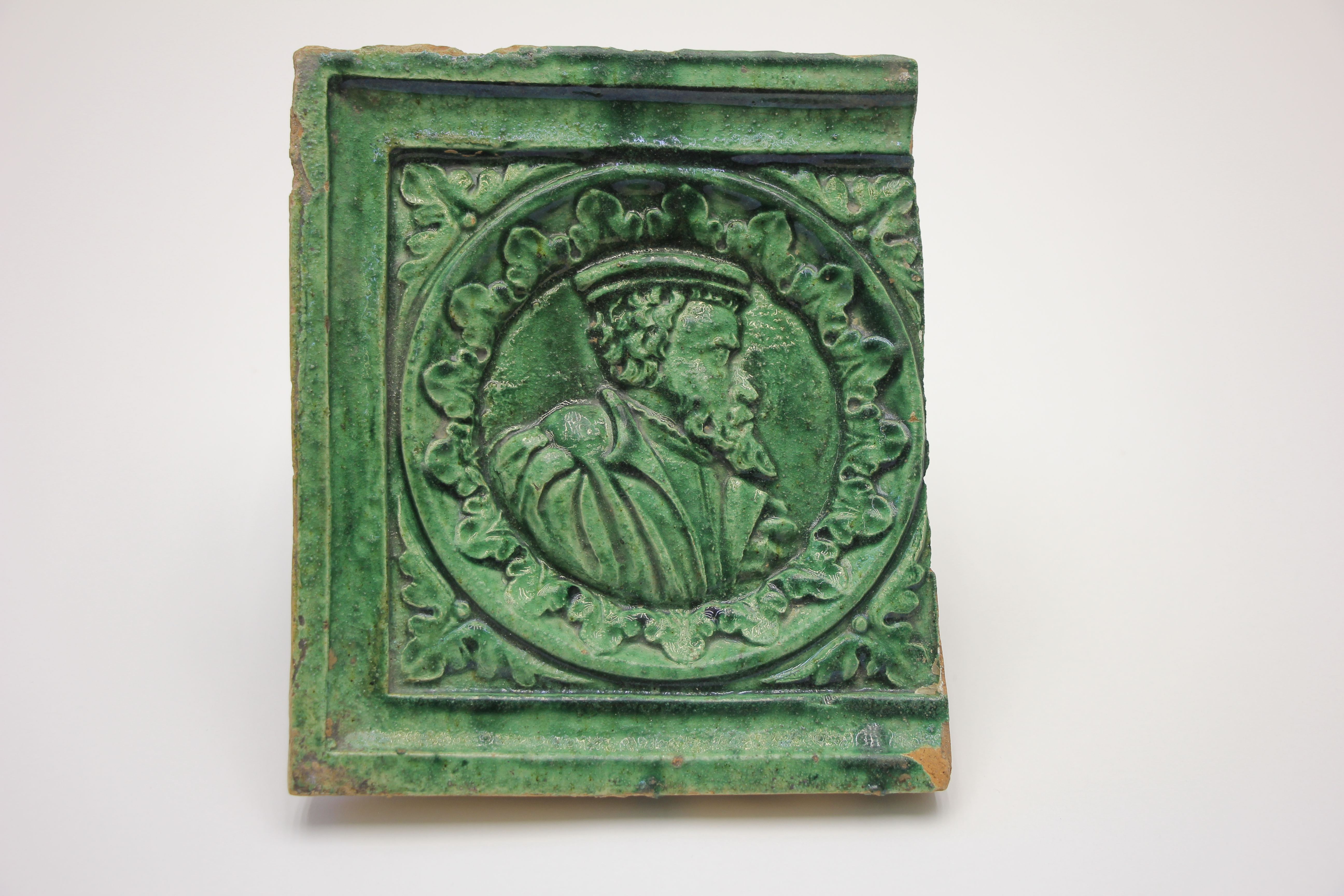
Ofenkachel mit Bildnis Kaiser Karl V., vermutl. Oberösterreich 1520er-Jahre
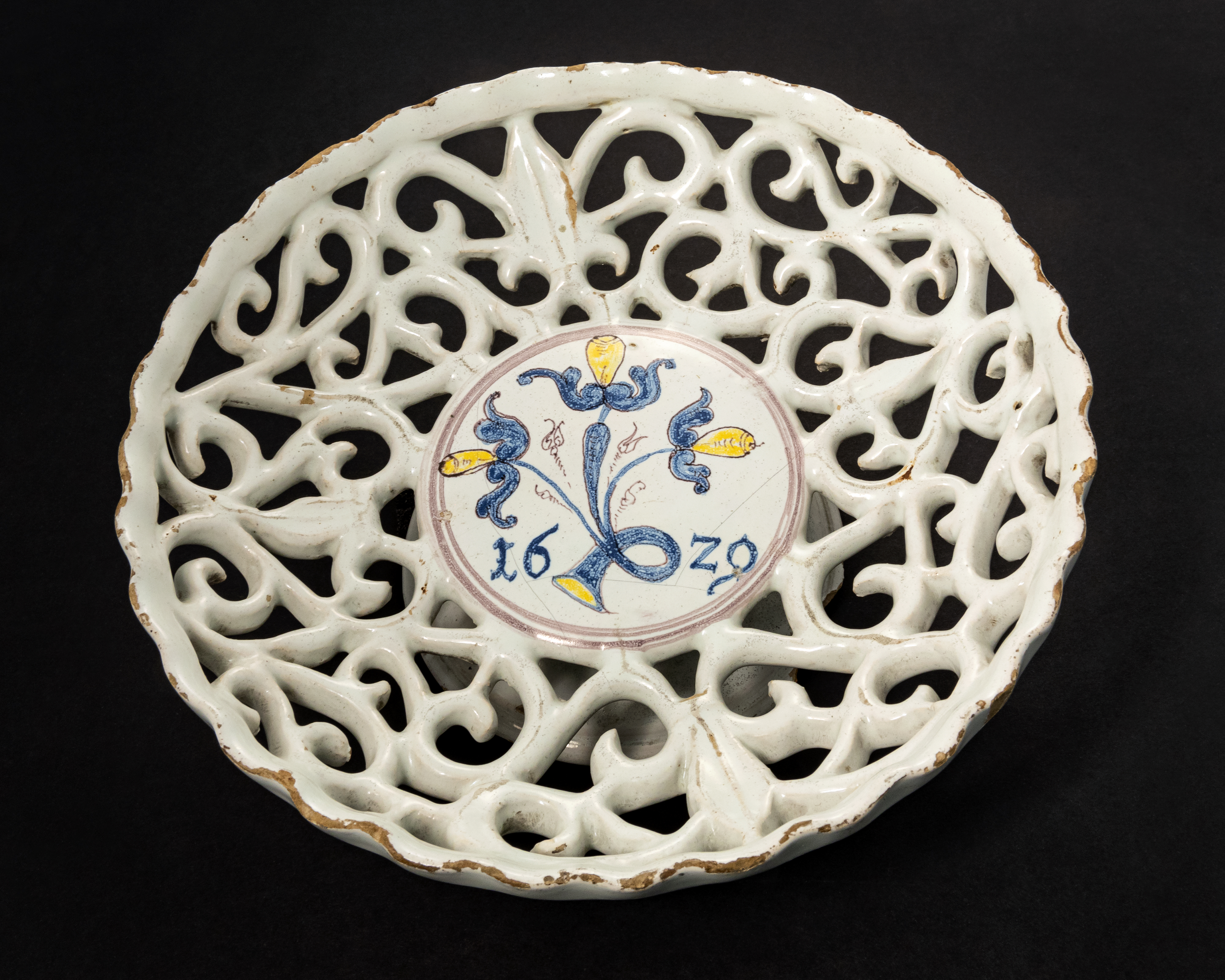
Schale, Mähren 1629
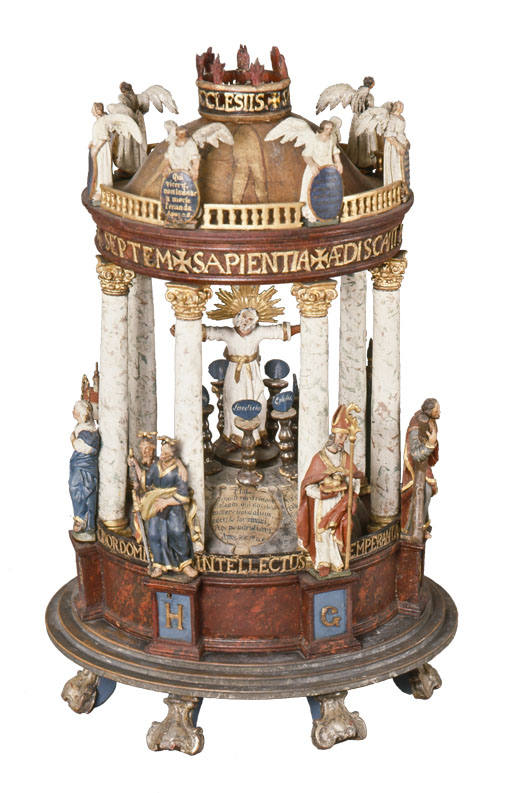
Tempel des Menschensohnes, um 1700
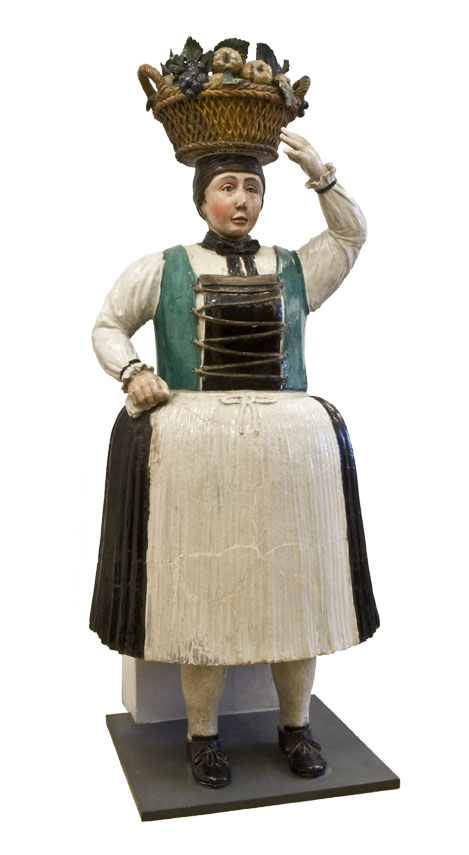
Figurenofen, Mühlviertel 18. Jh.
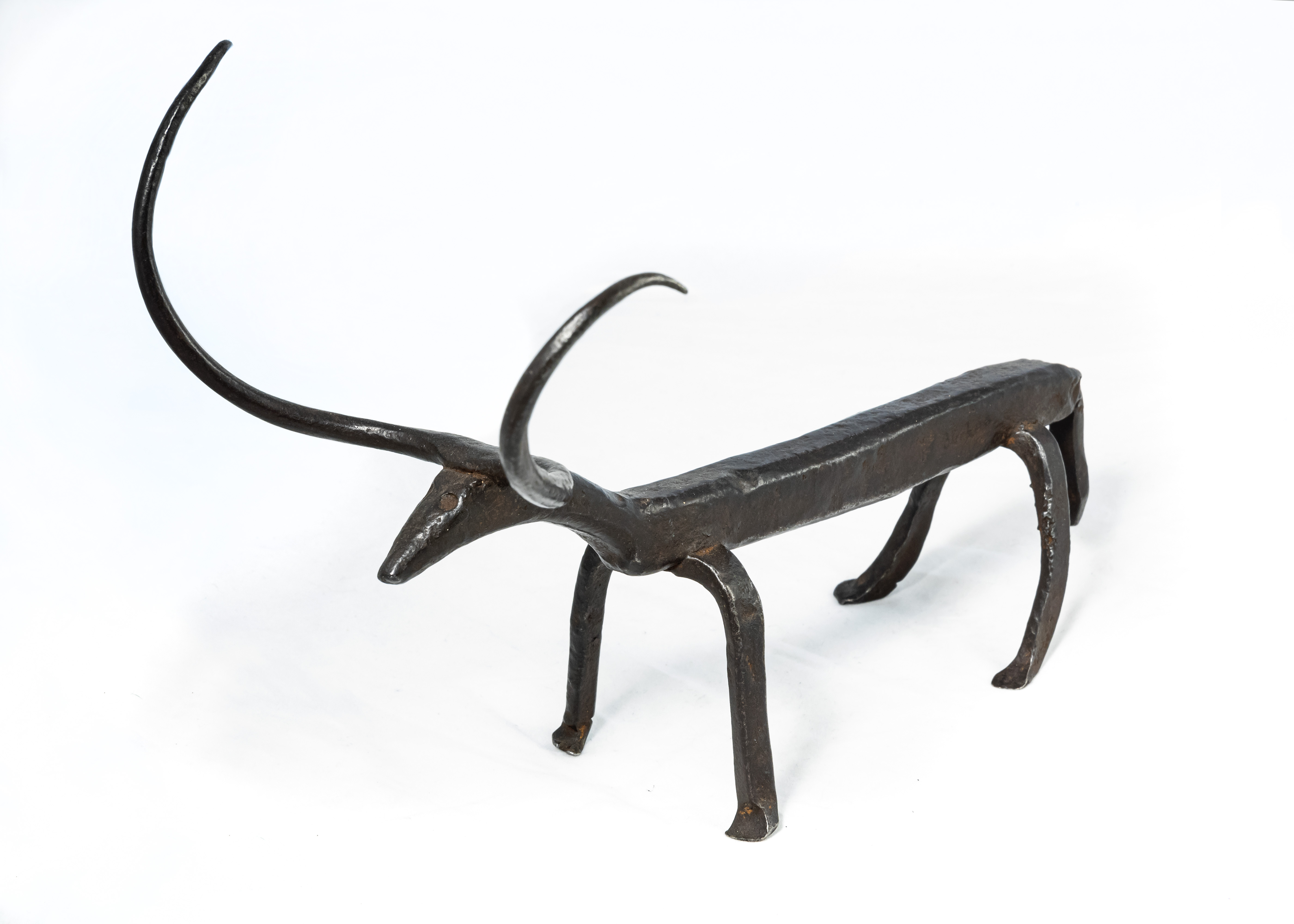
Votivgabe, Steiermark 19. Jh.
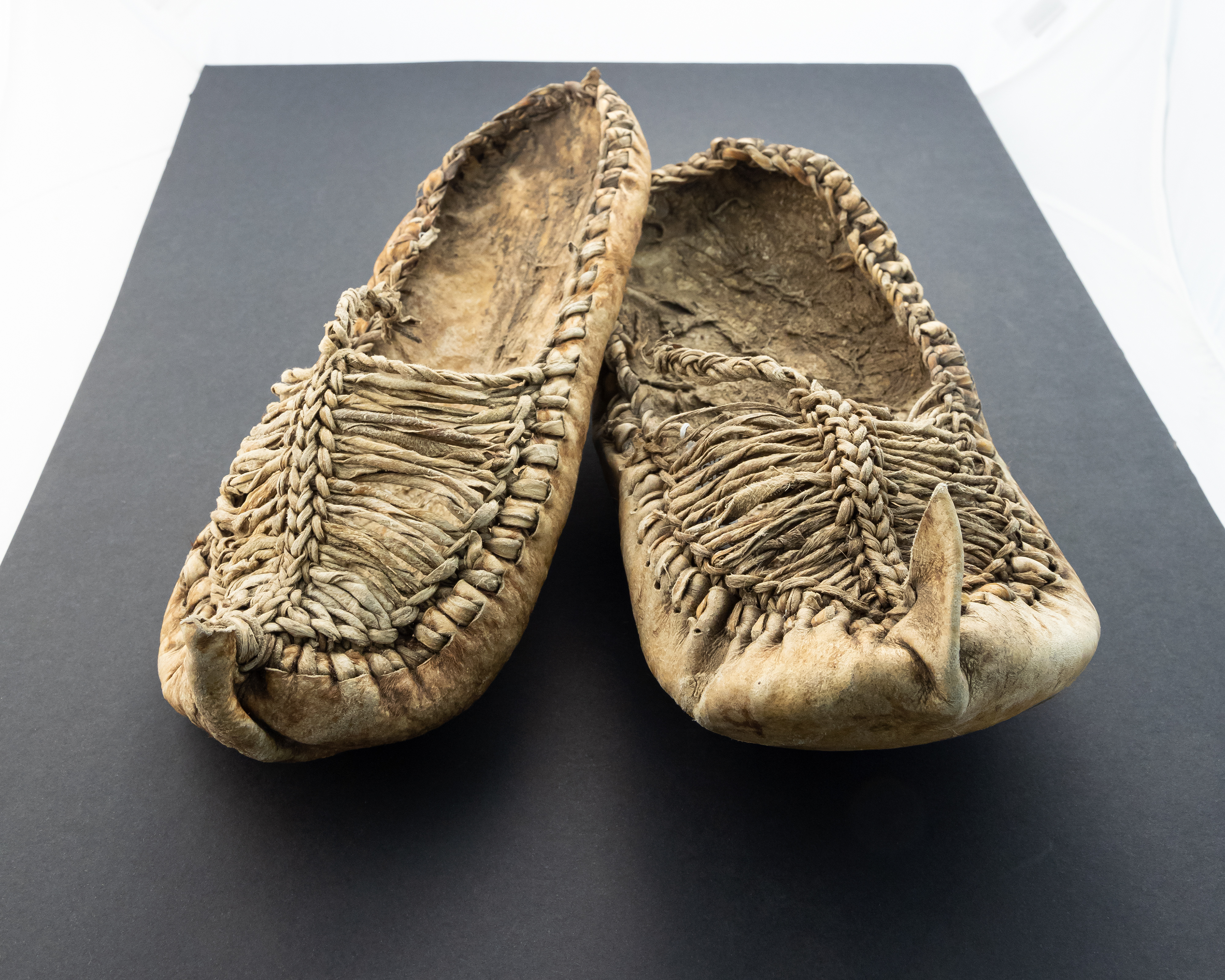
Opanken, Dalmatien um 1900
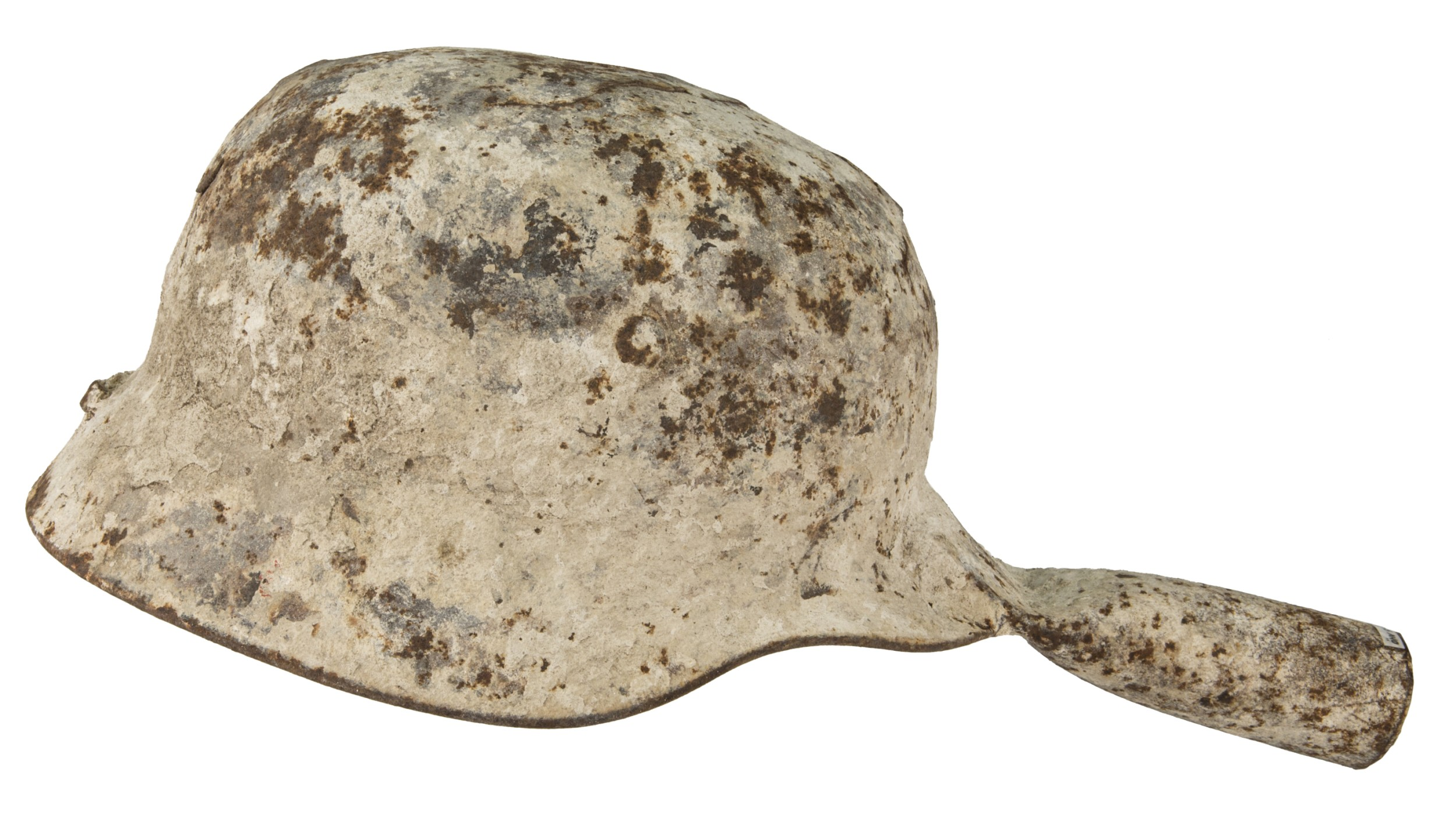
Wehrmachtshelm, zum Mörtelschöpfer umfunktioniert

## Veröffentlichungen (Auswahl)
- Klaus Beitl (Hrsg.): Schausammlung zur historischen Volkskultur. Wien 1994, ISBN 978-3-900359-60-7.
- Ausstellungskatalog: Alexander Boesch, Birgit Bolognese-Leuchtenmüller, Hartwig Knack: Produkt Muttertag. Zur rituellen Inszenierung eines Festtages. Wien 2001, ISBN 978-3-900359-92-8.
- Ausstellungskatalog: Franz Grieshofer, Messerscharf. Reflexionen über einen Alltagsgegenstand, Wien 2003, ISBN 3-902381-01-9.
- Ausstellungskatalog: Franz Grieshofer, Papageno backstage. Perspektiven auf Vögel und Menschen, Wien 2006, ISBN 978-3-902381-11-8.
- Heidi Niederkofler, Marta Mesner, Johanna Zechner (Hrsg.): Frauentag! Erfindung und Karriere einer Tradition. Löcker Verlag, Wien 2011, ISBN 978-3-85409-585-9.
- Ausstellungskatalog: Nora Witzmann, Dagmar Butterweck, Kathrin Pallestrang: Weihnachten – noch Fragen? Wien 2012, ISBN 978-3-902381-24-8.
- Ausstellungskatalog: Herbert Nikitsch, Kathrin Pallestrang, Margot Schindler, Nora Witzmann: Heilige in Europa. Kult und Politik. 2., verb. Aufl., Wien 2013, ISBN 978-3-902381-23-1.
- Ausstellungskatalog: Dagmar Butterweck, Hieb. Stich. Schuss – Waffen in der Sammlung des Volkskundemuseums, Wien 2013, ISBN 978-3-902381-26-2.
- Herbert Justnik (Hrsg.): Gestellt. Fotografie als Werkzeug in der Habsburgermonarchie. Löcker Verlag, Wien 2014, ISBN 978-3-85409-748-8.
- Ausstellungskatalog: Kathrin Pallestrang: Die Textilmustersammlung Emilie Flöge im Österreichischen Museum für Volkskunde. Wien 2015, ISBN 978-3-902381-51-4.
- Ulrike Kammerhofer-Aggermann (Hrsg.): Matthias tanzt. Salzburger Tresterer on Stage. Kunst und Wissenschaft im Dialog. Wien 2017, ISBN 978-3-902381-54-5.
- Georg Traska (Hrsg.): Geteilte Erinnerungen. Tschechoslowakei, Nationalsozialismus und die Vertreibung der deutschsprachigen Bevölkerung 1937–1948. mandelbaum, Wien 2017, ISBN 978-3-85476-535-6.